# カラダリヤ川

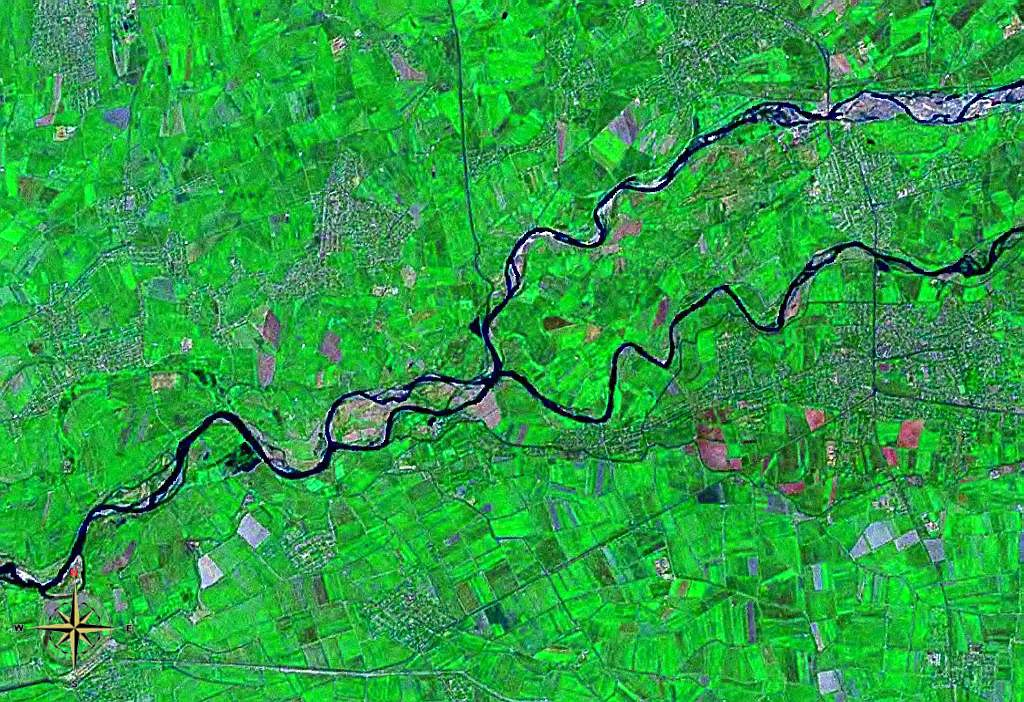
ナルイン川とカラダリヤ川の合流点。多くの灌漑農地が見える。

カラダリヤ川（カラダリヤがわ、英語: Kara Darya〈別名: Qaradaryo〉、ロシア語: Kapaдарья、キルギス語: Кара-Дарыя、ウズベク語: Qoradaryo / Қорадарё）は、シルダリヤ川水系の河川。中央アジアのキルギス共和国のオシュ州東部に発し北西に向かい、その後フェルガナ盆地に沿ってウズベキスタン共和国を南西に流れる。ナルイン川とナマンガン郊外で合流してシルダリヤ川となる。
長さは177キロメートル。フェルガナ盆地にはいくつかの灌漑用のダムが設けられている。